# دیجیتال چاکلت
دیجیتال چاکلت (انگلیسی: Digital Chocolate) شرکت بازی ویدئویی آمریکایی است، که در سال ۲۰۰۳ توسط تریپ هاوکینز تأسیس شد.